# Ziggy Marley

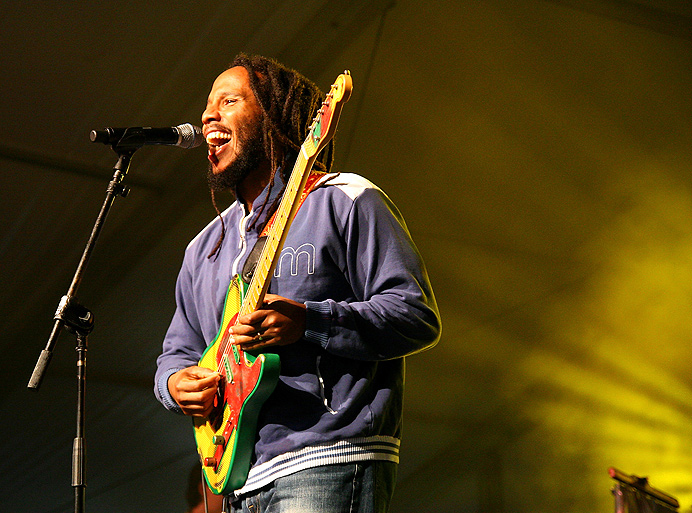
Ziggy Marley el 2008

David Nesta  Ziggy  Marley (Trenchtown, Jamaica, 17 d'octubre de 1968) és un músic jamaicà guanyador d'un Grammy. És el fill gran de Rita Marley i Bob Marley, el llegendari cantant de reggae. De petit el seu pare li va donar lliçons de guitarra i bateria.
La seva mare Rita li va posar David i el feu batejar amb aquest nom, però el seu pare Bob li deia  Ziggy  com a referència al cigarret de marihuana. Una explicació alternativa al seu malnom és que va començar a ser conegut com a  Ziggy  perquè era un afeccionat de David Bowie i del seu àlbum The Rise and Fall of Ziggy Stardust and the Spiders from Mars. Els seus germans són Stephen, Cedella i Sharon (Damian va ser adoptat gràcies de la generositat del Rei d'Etiòpia Haile Selassie I) .

### Biografia
Va publicat els discos Ziggy Marley & the Melody Makers Live, Vol. 1 (2000) i Dragonfly (2003). A la seva ciutat natal de Kingston va crear el seu propi segell discogràfic anomenat Ghetto Youth United, amb l'objectiu de llançar nous valors del reggae, entre els quals figura el seu germà patern Damian Marley.
Igual que el seu pare, sempre ha estat involucrat en activitats humanitàries, va ser nomenat Ambaixador Jove de les Nacions Unides i ha format part de projectes benèfics relacionats amb UNICEF, a més de fundar l'organització sense ànim de lucre O.R.G.E. (Unlimited Resources Giving Enlightenment).
També ha fet d'actor ocasional, interpretant-se a si mateix en la comèdia The Shrink is In (2001) i com a convidat en les sèries Parker Lewis mai perd, Coses de casa, New York Undercover i Embruixades. Ha intervingut en diversos documentals com The Reggae Movie (1996), Marley Magic (1996), A Fishified World (2005) o la miniserie I Love the 70's (2003). El 2004 va posar la seva veu a la medusa rastafari Ernie en la pel·lícula d'animació L'Espantataurons, on a més va fer un duet amb Sean Paul interpretant un dels temes centrals de la banda sonora titulat Three Little Birds.
El 2 de juliol de 2006, va gravar el seu segon àlbum com a cantautor Love Is My Religion.
L'any 2013 col·labora amb Cody Simpson, participant en la cançó Love, que forma part de l'àlbum del jove australià; Surfers Paradise. El 5 de febrer de 2014 és llançat el vídeo d'aquesta cançó pel canal de YouTube AwesomenessTV.

## Vida personal
Ziggy està casat amb Orly Agai Marley. Tenen dos fills: Judah Victoria Marley (nascut el 7 d'abril de 2005) i Gideon Robert Nesta Marley (nascut el 6 de gener de 2007), Abraham i Isaias. Té dos altres fills del seu anterior matrimoni, Daniel Bambaata Marley (que va encetar la seva carrera com a músic amb el seu cosí Joseph Mersa Marley, fill de Stephen Marley) i Justice Marley.

## Discografia
- Conscious Party (1988)
- Time Has Come (1988)
- Play the Game Right (1989)
- One Bright Day (1989)
- Jahmekya (1991)
- Joy And Blues (1993)
- Free Like We Want 2 B (1995)
- Fallin Is Babylon (1997)
- The Spirit of Music (1999)
- Dragonfly (2003)
- Love Is My Religion (2007)
- In Jamaica (2008)
- Family Time (2009)
- Wild And Free (2011)
- Fly Rasta (2014)
- Ziggy Marley (2016)
- Rebellion Rises (2018)